# Adonis amurensis
Adonis amurensis là một loài thực vật có hoa trong họ Mao lương. Loài này được Regel & Radde mô tả khoa học đầu tiên năm 1861.

## Hình ảnh

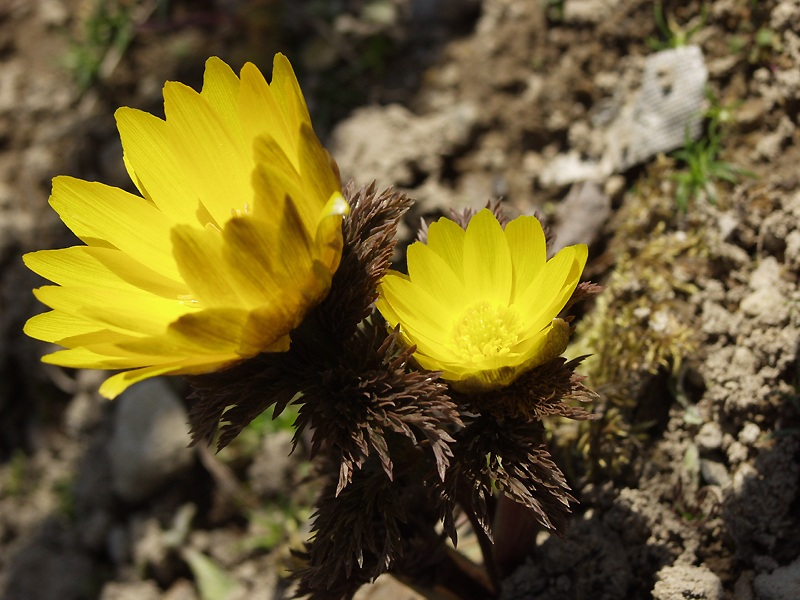
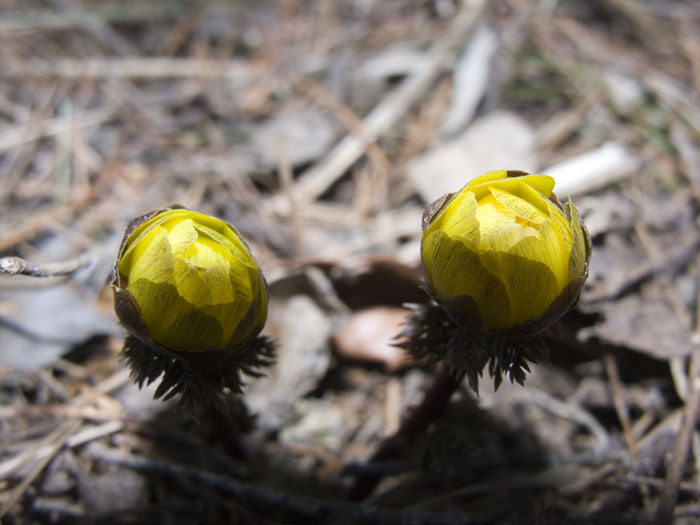
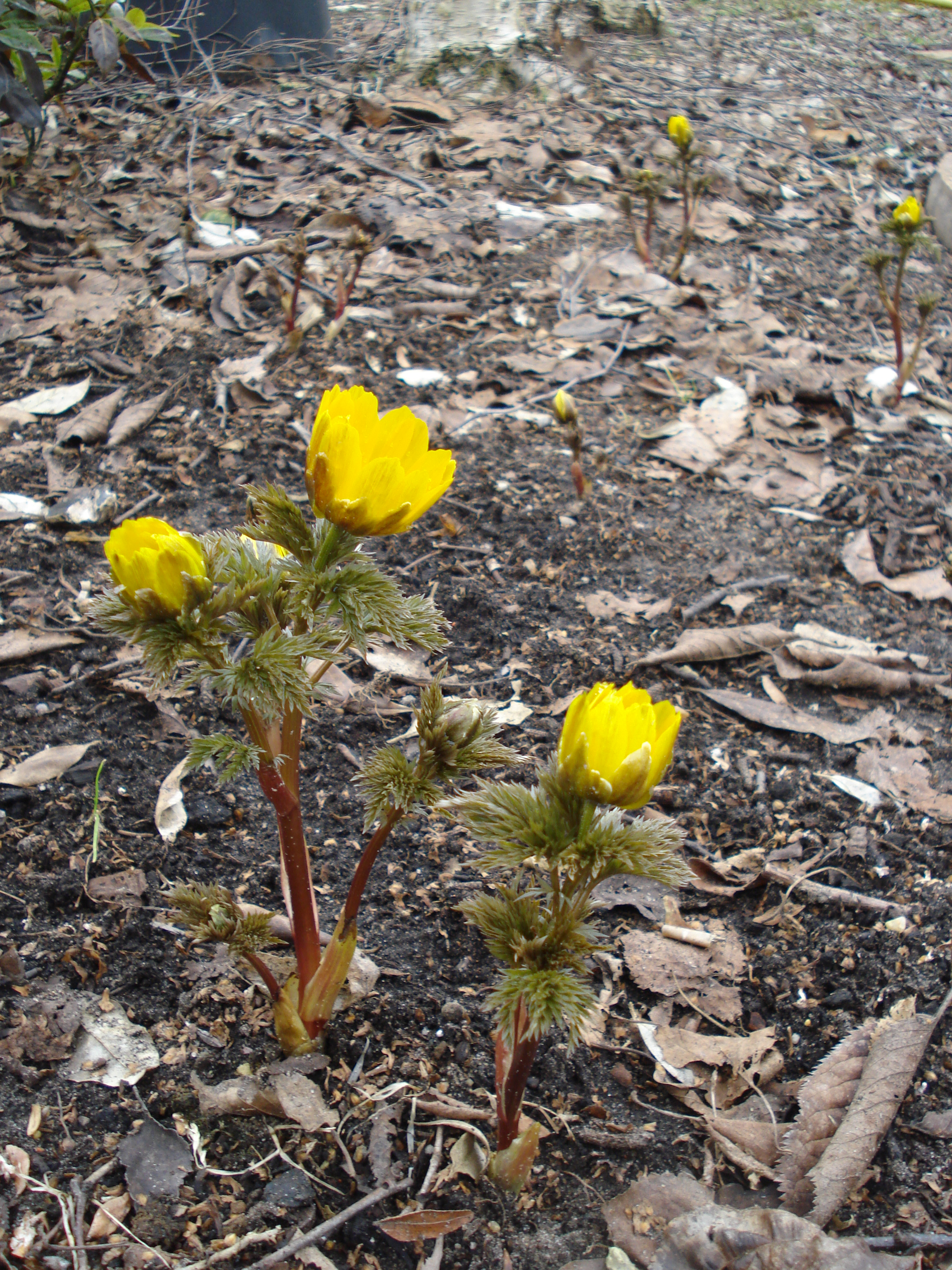
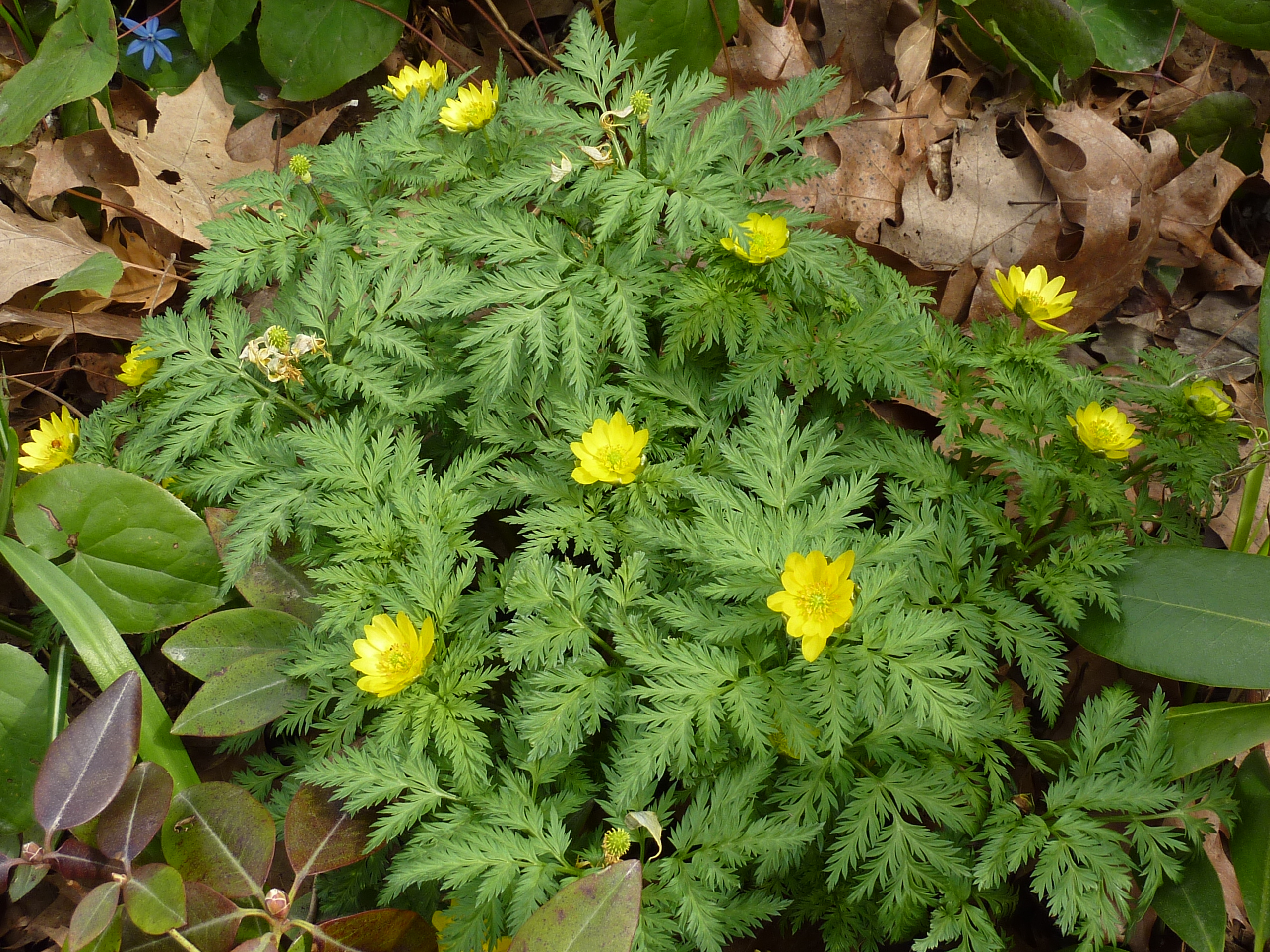